# Jovti Vodi
Jovti Vodi (en ucraïnès Жовті Води, en rus Жёлтые Воды) és una vila de la província de Dnipropetrovsk, Ucraïna, es troba a la riba del riu Jovta, aproximadament a 70 km al nord de la ciutat de Kriví Rih. El 2021 tenia 42.901 habitants.